# Volkswagen Transporter
Volkswagen Transporter – samochód osobowo-dostawczy klasy średniej produkowany pod niemiecką marką Volkswagen od 1950 roku. Od 2021 roku produkowana jest siódma generacja modelu Multivan, a od 2025 - Transporter i Caravelle.

## Pierwsza generacja

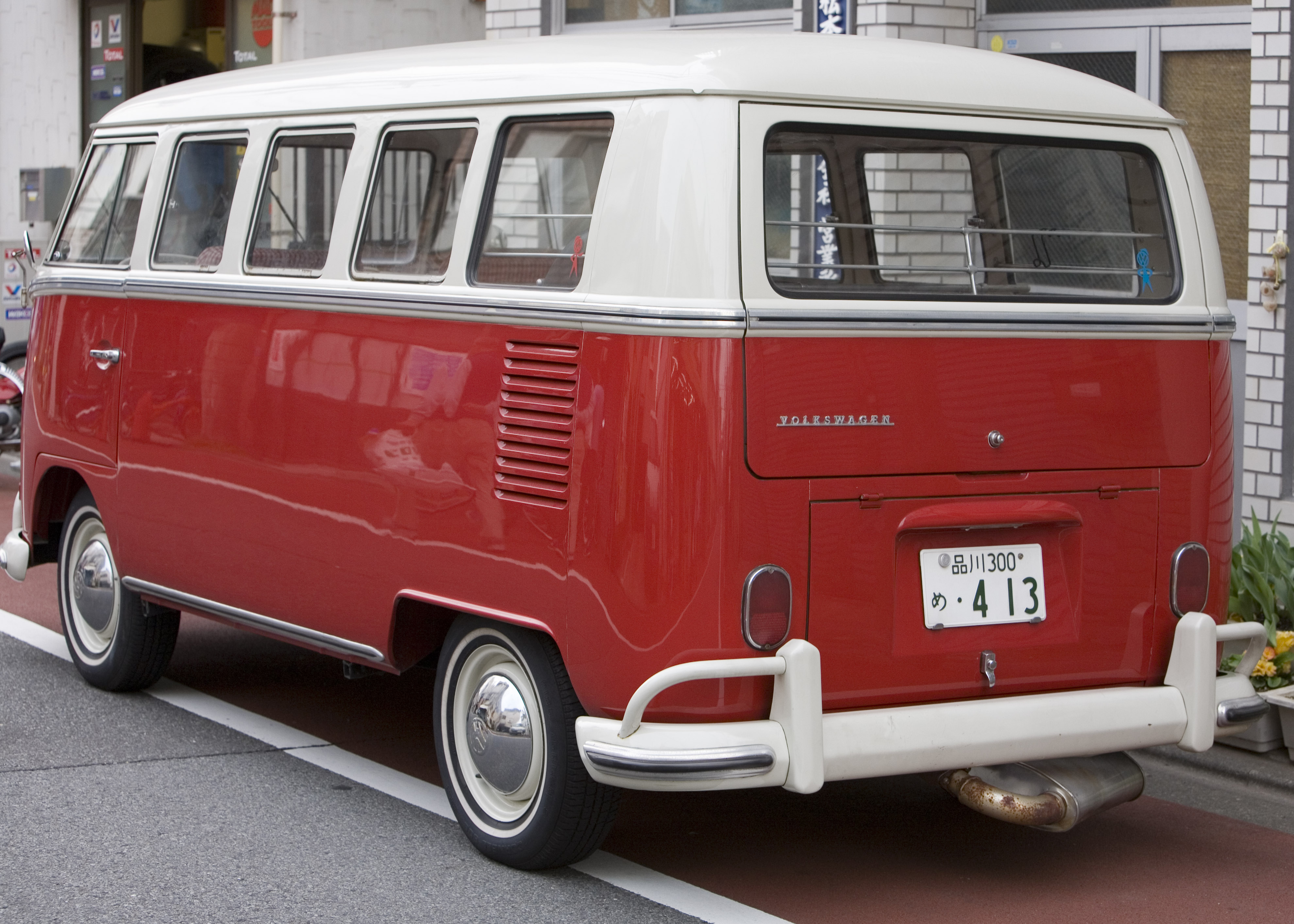
Volkswagen Transporter I (T1) - tył

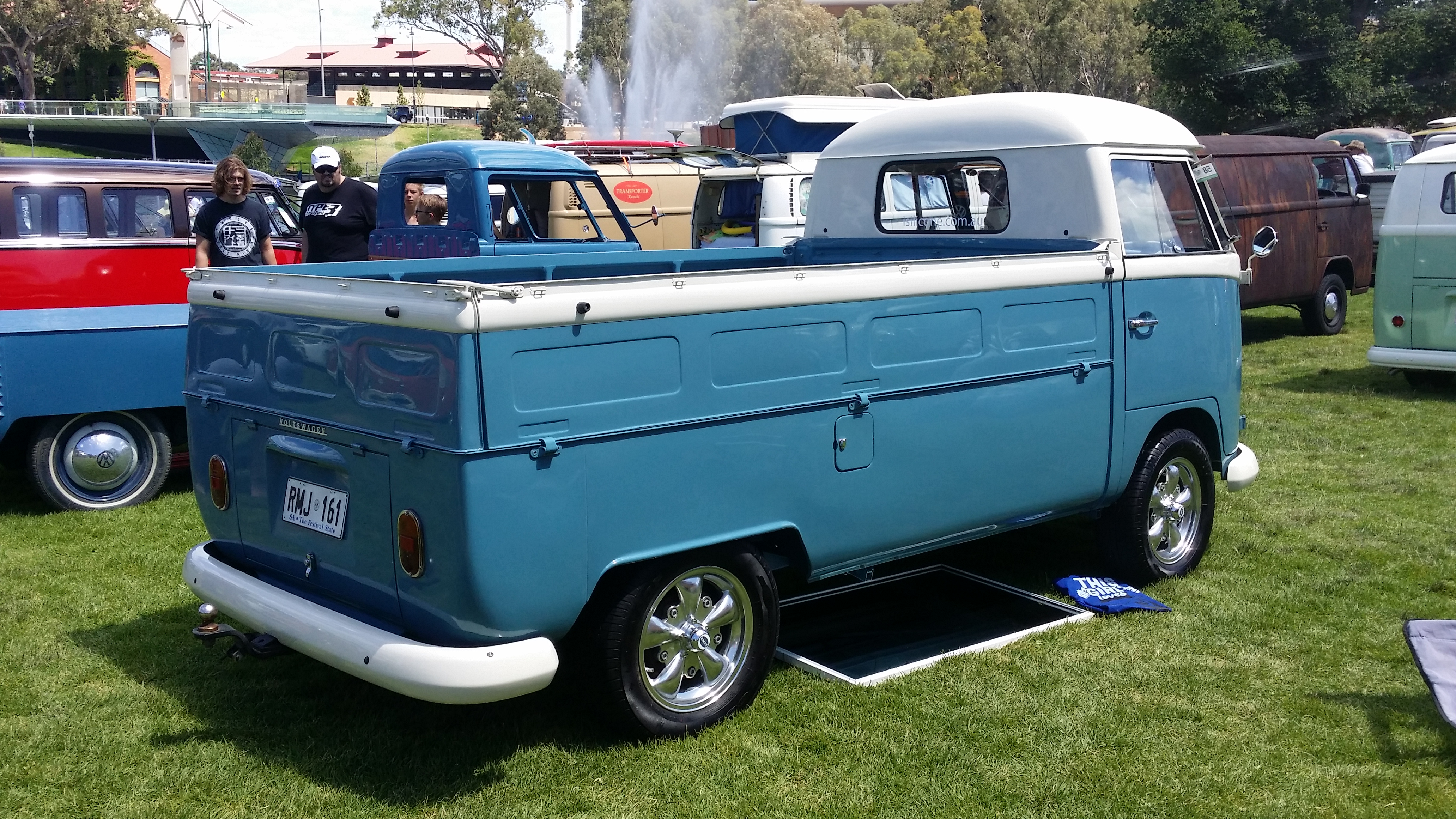
Volkswagen Transporter I (T1) Pickup

Volkswagen Transporter I został zaprezentowany po raz pierwszy w 1949 roku.
Samochód nosił kod fabryczny T1 i nosił przydomek Bulli. Auto zostało poprzedzone prototypem z 1948 roku oznaczonym symbolem Bulli (od pierwszych słów Bus Lieferwagen) o ładowności 750 kg. Wersja produkcyjna pojazdu zaprezentowana została 12 listopada 1949 roku. Nazwano ją oficjalnie Typ 2 Transporter. Oznaczenie T1 oznacza pierwszą generację modelu Typ 2 Transporter.
Historia stworzenia pojazdu sięga 1947 roku, kiedy to holenderski importer Volkswagena spotkał się w Minden z przedstawicielami administracji brytyjskiej wolfsburskich zakładów, aby rozmawiać o zakupie kilku Garbusów dla Holandii. Podczas rozmowy narysował on w swoim notesie odręczny szkic samochodu dostawczego z umieszczonym z tyłu silnikiem, kierowcą z przodu i przestrzenią ładunkową z miejscem na około 750 kg ładunku, który inspirowany był zbudowanym dla wewnętrznych potrzeb fabryki samochodem skrzyniowym.
Po jakimś czasie w 1948 roku nowy członek zarządu w Wolfsburgu Heinirch Nordhoff zaakceptował ideę pojazdu i zlecił konstruktorowi Alfredowi Haesnerowi jej realizację. W ciągu roku powstała dokumentacja techniczna pojazdu oraz zbudowane zostały pierwsze prototypy pojazdu. Do konstrukcji auta zastosowana została wzmocniona płyta podłogowa z Volkswagena Garbusa. 12 listopada 1949 roku oficjalny prototyp pojazdu przedstawiono dziennikarzom.
Produkcję pojazdu rozpoczęto 8 marca 1950 roku w Wolfsburgu. Auto produkowane było w czterech różnych wersjach: samochód dostawczy, pojazd specjalny, minibus mieszczący 8 osób oraz sklep obwoźny. Rok później zaprezentowano osobową wersję pojazdu pod nazwą Samba. Auto otrzymało dwukolorowy lakier, odsuwany dach, dużo chromu oraz 21 okien.
W związku z dynamicznym rozwojem produkcji pojazdu 24 stycznia 1955 roku podjęto decyzję o budowie fabryki zajmującej się produkcją wyłącznie samochodów użytkowych. Zlokalizowana została w Hanowerze. Produkcję aut w fabryce rozpoczęto 8 marca 1956 roku. W 1958 roku zaprezentowano wersję z podwójną kabiną.
W 1960 roku w USA kosztował od 2245 do 2650 dolarów.

### Silniki
Benzynowe:
- 1.1 25 KM (18 kW)
- 1.2 30 KM (22 kW)
- 1.2 34 KM (25 kW)
- 1.5 42 KM (31 kW)
- 1.6 47 KM (35 kW)

## Druga generacja

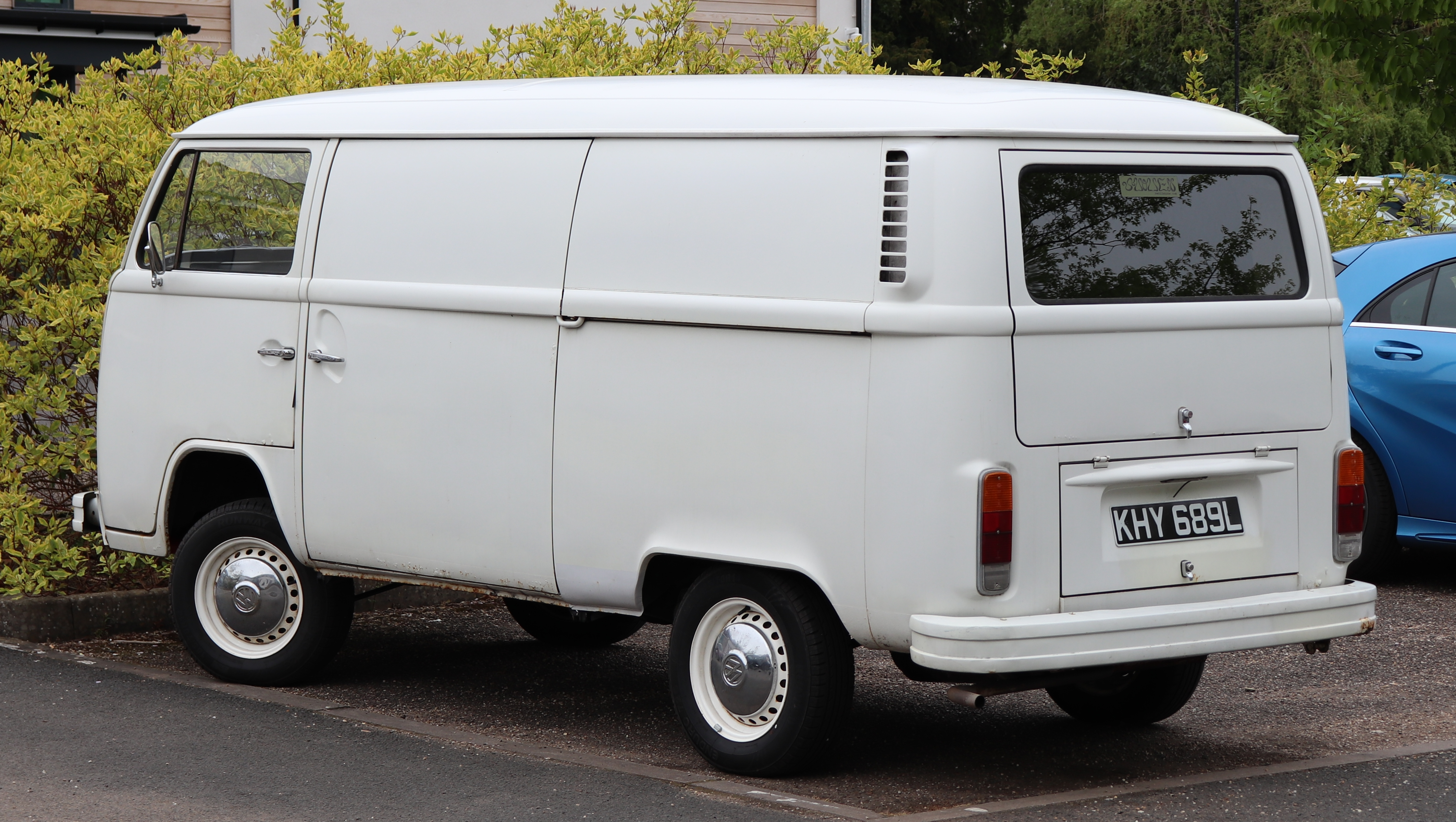
Volkswagen Transporter II (T2) - tył

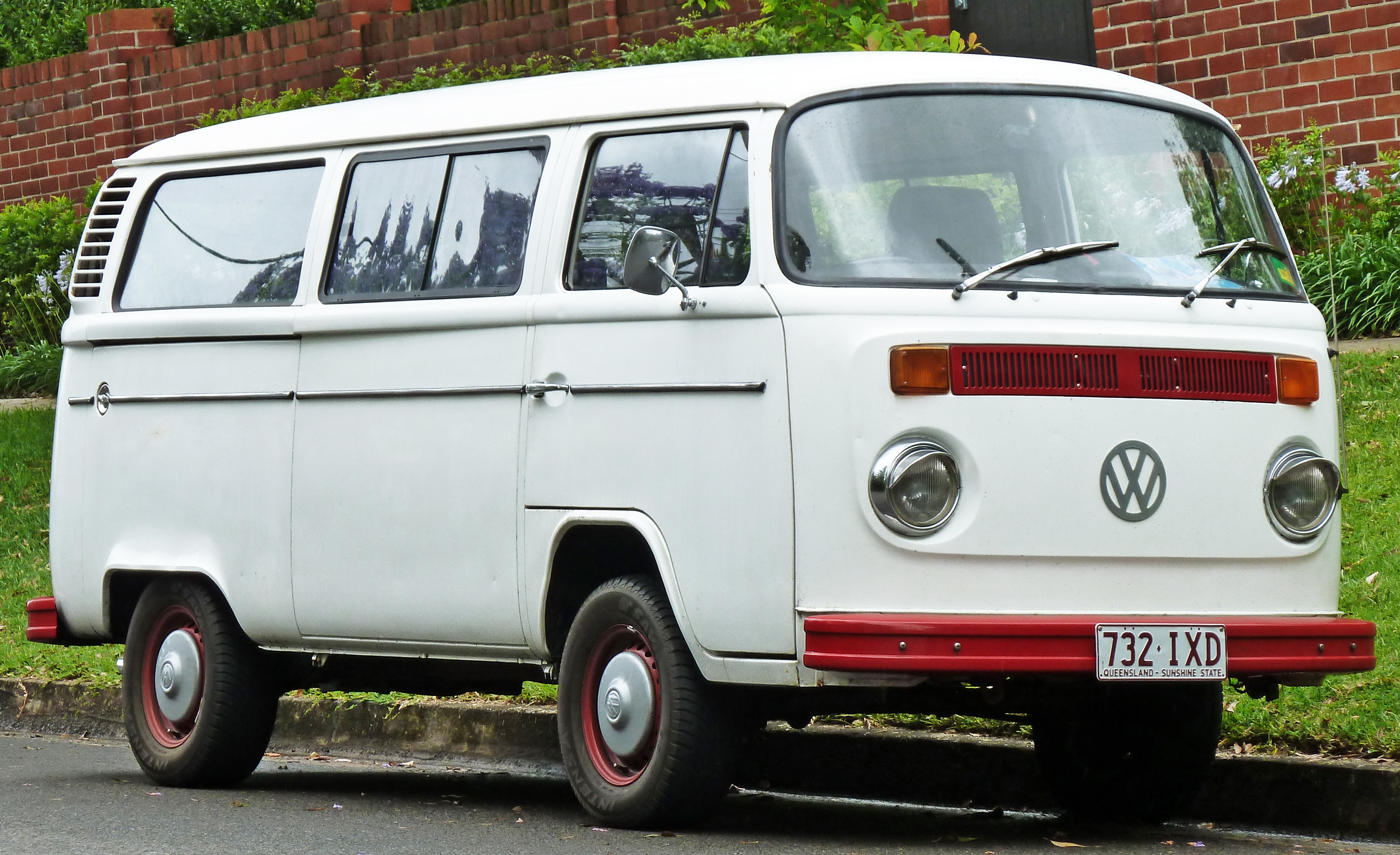
Volkswagen Transporter II Kombi (T2)

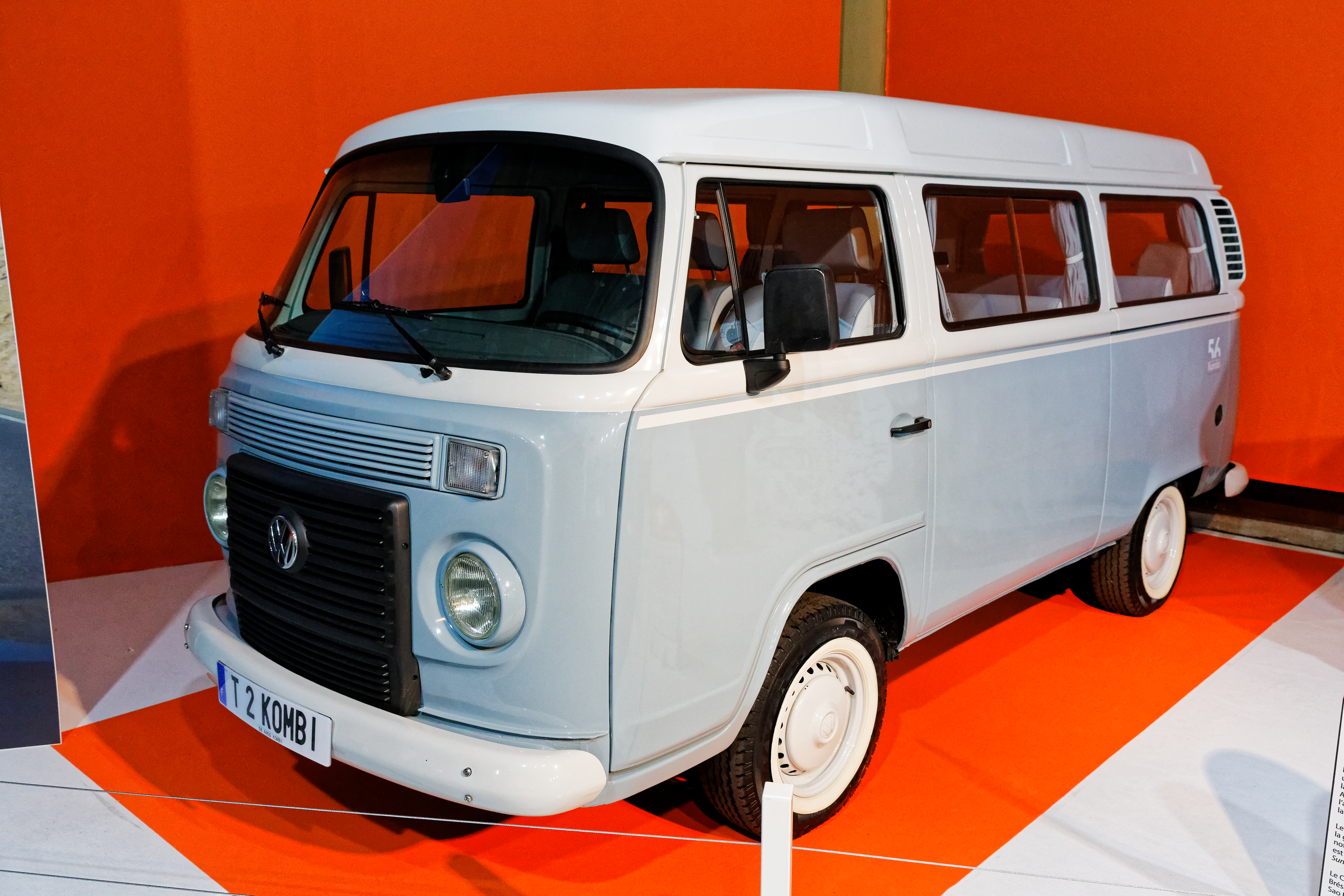
brazylijski Volkswagen Kombi (2013)

Volkswagen Transporter II został zaprezentowany po raz pierwszy w 1967 roku.
Samochód otrzymał kod fabryczny T2. W stosunku do modelu T1 auto wyróżniało się m.in. przednią szybą, która nie była już dzielona na dwie części, długością o 100 mm oraz mocą silnika 1.6 która wzrosła do 47 KM. W 1978 roku, po raz pierwszy w 8-osobowym minibusie zastosowany został napęd na cztery koła. Niestety wersja ta przechodziła jedynie testy na tunezyjskiej pustyni.

### Kontynuacja produkcji
W 1979 roku zaprzestano produkcji T2 w Niemczech i przeniesiono produkcję do Meksyku, by w 1997 roku ponownie przenieść ją tym razem do Brazylii, gdzie T2 produkowany był do końca 2013 roku z silnikiem napędzanym etanolem (alkoholem etylowym) pod nazwą Volkswagen Kombi.
W 2006 roku samochód poddano restylingowi – "Flower Power". Produkcja Volkswagena T2 ostatecznie zakończyła się 20 grudnia 2013 roku. Powodem wycofania modelu z rynku były nowe wymogi bezpieczeństwa, które w 2014 roku weszły w życie w Brazylii, a których Kombi z powodu zbyt przestarzałej konstrukcji nie mogłoby spełnić: dwie czołowe poduszki powietrzne i system ABS jako obowiązkowe wyposażenie nowych samochodów. Ostatnie Kombi trafiło do muzeum Volkswagena w Hanowerze.

### Silniki
Benzynowe:
- 1.6 47 KM (35 kW)
- 1.6 50 KM (37 kW)
- 1.7 62 KM (46 kW)
- 1.8 68 KM (50 kW)
- 2.0 70 KM (51 kW)

## Trzecia generacja

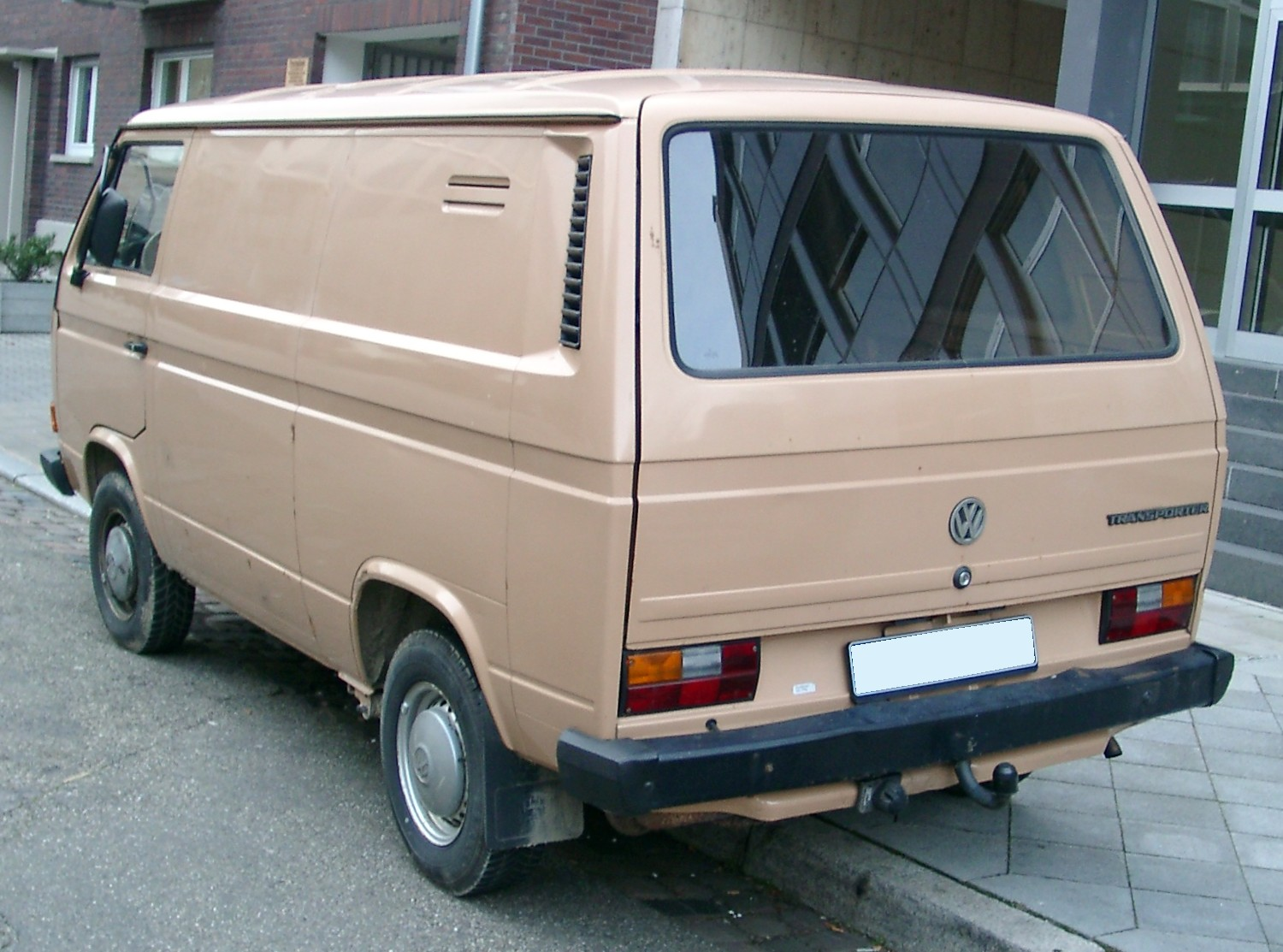
Volkswagen Transporter III (T3) - tył

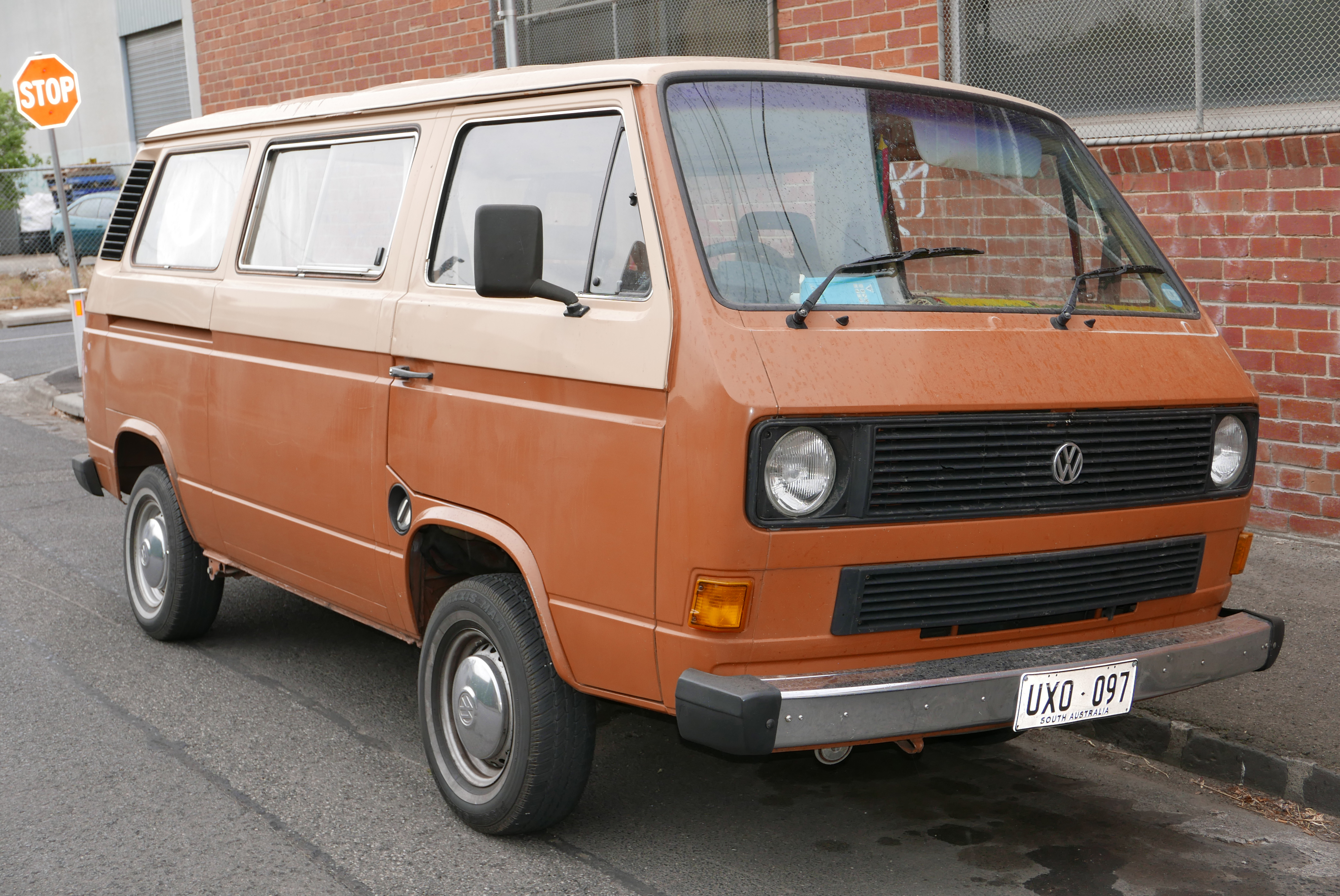
Volkswagen Caravelle (T3)

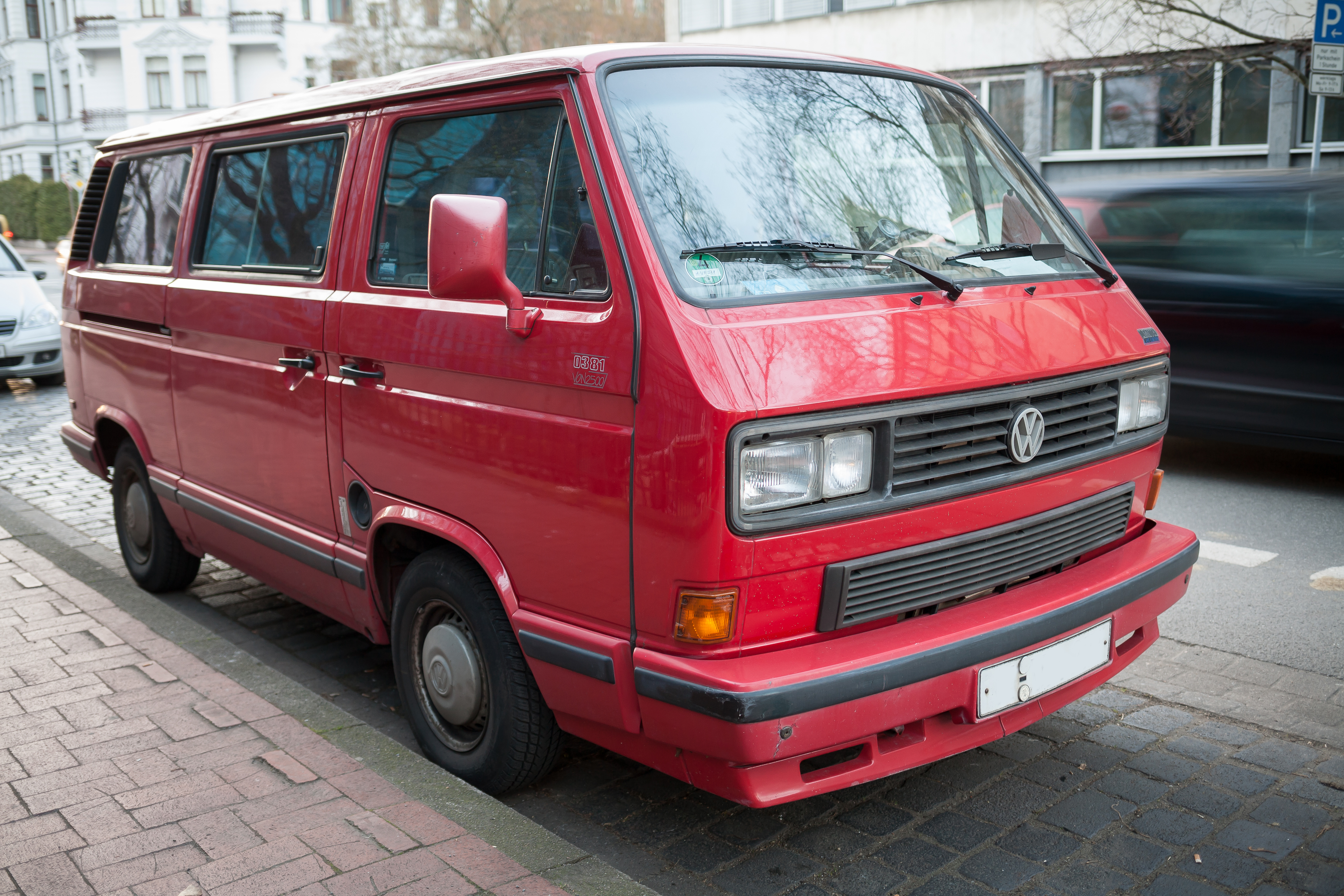
Volkswagen Transporter III (T3) po liftingu

Volkswagen Transporter III został po raz pierwszy zaprezentowany w 1979 roku.
Samochód otrzymał kod fabryczny T3, produkcję pojazdu rozpoczęto w maju 1979 roku. W stosunku do dwóch poprzednich generacji modelu, podobna do nich była jedynie koncepcja pojazdu z umieszczonym z tyłu silnikiem. Do napędu pojazdu trafiły jednostki chłodzone powietrzem lub cieczą, które z zewnątrz odróżnić można było m.in. po dodatkowym wlocie powietrza z przodu pojazdu oraz odmiennych wlotach umieszczonych na tylnych słupkach.
W 1985 roku w Hanowerze przedstawiono nową limuzynę wielkoprzestrzenną zbudowaną na modelu T3 oznaczoną symbolem Multivan. W tym samym roku wprowadzono do sprzedaży wersję z napędem Syncro, która oferowana była do 1992 roku.
Bardziej wyposażona wersja osobowa modelu T3 otrzymała nazwę Caravelle. Oferowano także m.in. wersję kempingową Westfalia, która z tyłu pojazdu otrzymała składaną kanapę do spania oraz otwierany stoliczek umieszczony w lewej burcie.

### Silniki
- Benzynowe chłodzone powietrzem:
  - 1.6 (CT) 37 kW / 50 KM 1979 – 1982
  - 2.0 (CU) 51 kW / 70 KM 1979 – 1982
  - 2.0 (CV) 51 kW / 70 KM z wtryskiem (na rynek amerykański) 1979 – 1982

- Benzynowe chłodzone cieczą:
  - 1.9 (DF) 44 kW / 60 KM od 1982
  - 1.9 (DG) 57 kW / 78 KM od 1982
  - 1.9 (GW) 66 kW / 90 KM z wtryskiem 1983 – 1985
  - 2.1 (MV) 70 kW / 95 KM (lub 89 KM ze skrzynią automatyczną) z wtryskiem i katalizatorem od 1985
  - 2.1 (DJ) 82 kW / 112 KM z wtryskiem od 1985
  - 2.1 (SS) 68 kW / 92 KM z wtryskiem i katalizatorem od 1989
  - 1.9 (EY) 40 kW / 55 KM od 1985
  - 1.9 (SP) 54 kW / 73 KM od 1986 (na rynek szwajcarski)
  - 1.9 (DH) 61 kW / 83 KM z wtryskiem i katalizatorem 1984 – 1985
  - 2.1 (SR) 64 kW / 87 KM z wtryskiem i katalizatorem od 1986 (na rynek szwajcarski)

- Wysokoprężne chłodzone cieczą:
  - 1.6 (CS) 37 kW / 50 KM 1981 – 1987
  - 1.6 TD (JX) 51 kW / 70 KM od 1985
  - 1.7 (KY) 42 kW / 57 KM od 1987

## Czwarta generacja

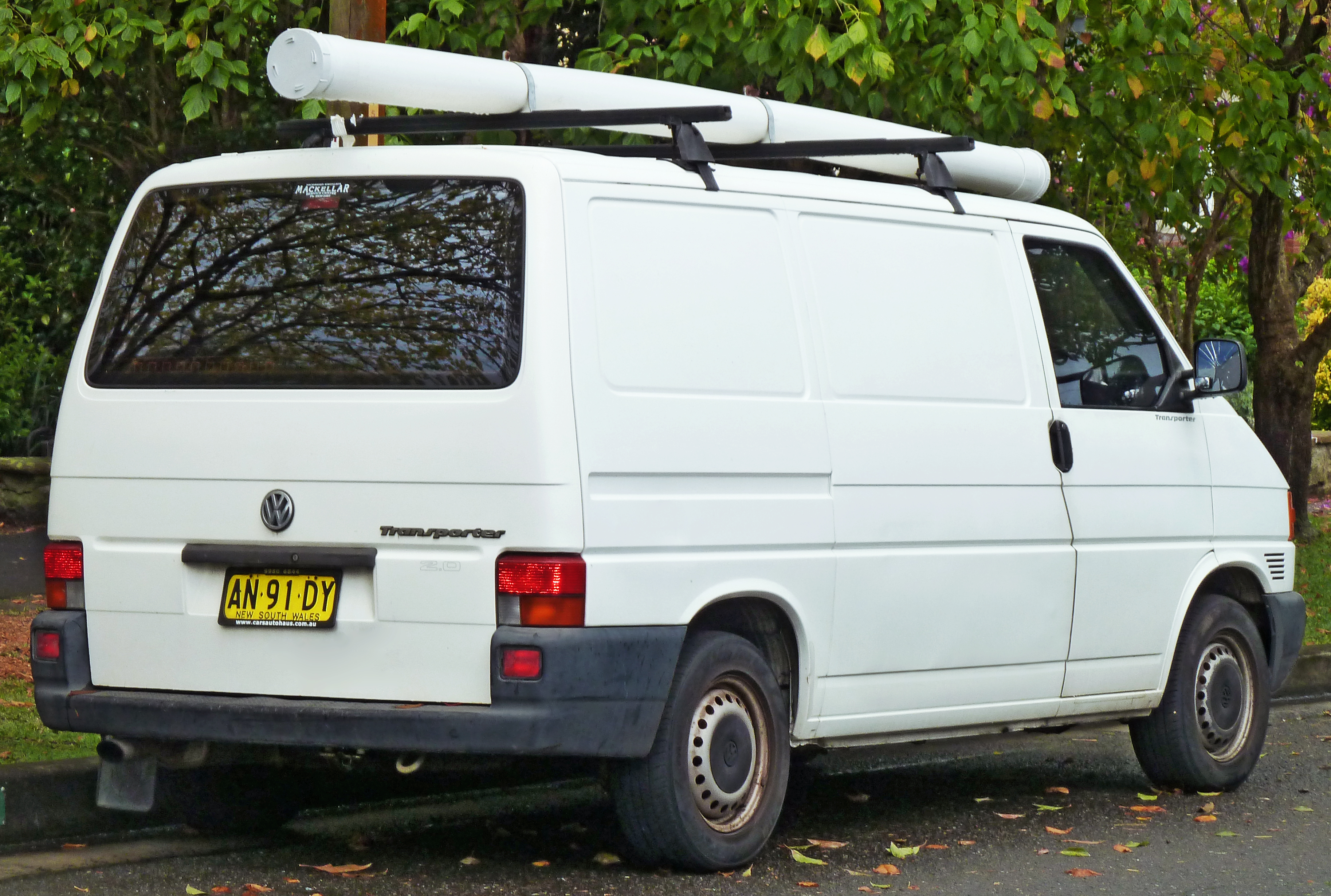
Volkswagen Transporter IV (T4) - tył

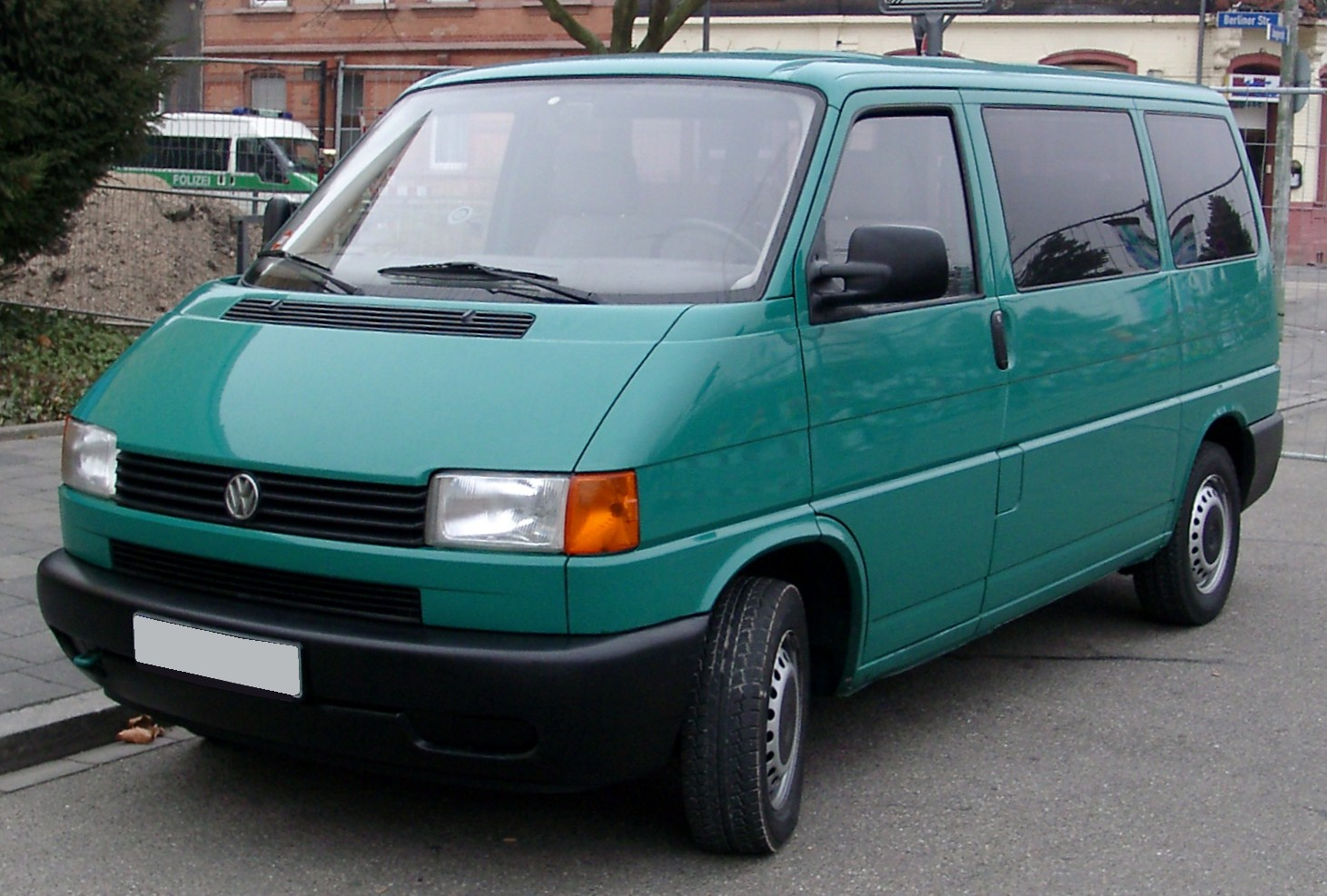
Volkswagen Multivan I (T4)

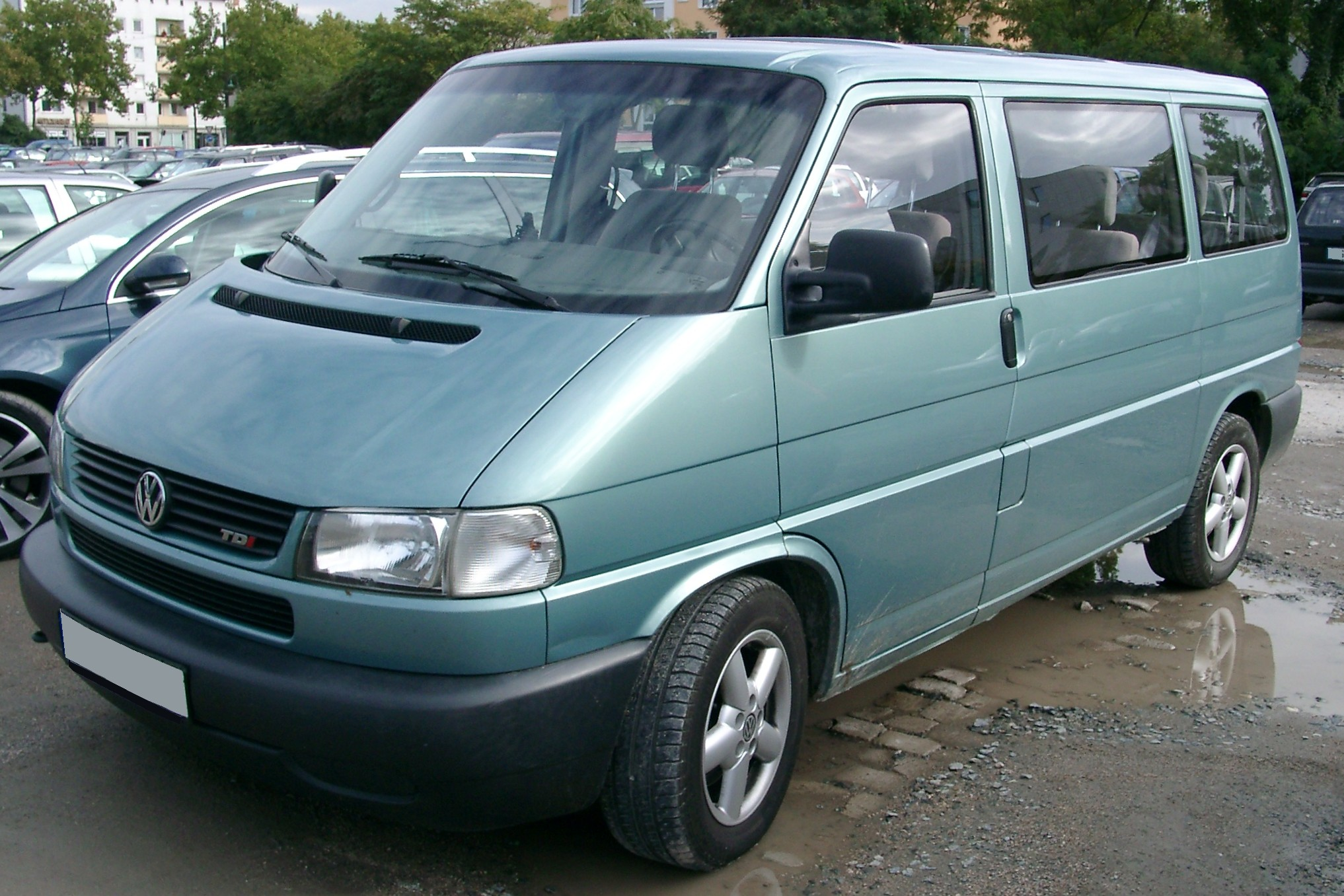
Volkswagen Multivan I (T4) po liftingu

Volkswagen Transporter IV został zaprezentowany po raz pierwszy w 1990 roku. Osobowa wersja nosi nazwę Multivan.
Samochód otrzymał kod fabryczny T4. Auto było kamieniem milowym w historii marki oraz modelu. Zrezygnowano z umieszczonego z tyłu silnika oraz tylnego napędu na rzecz silnika umieszczonego z przodu oraz przedniego napędu.
W grudniu 1993 w polskich zakładach Volkswagen Poznań rozpoczęto początkowo montaż pojazdu, który z czasem przekształcony został w produkcję. Od 1994 roku w poznańskich zakładach Volkswagena produkowana była wersja Caravelle, a później skrzynia ładunkowa. W 1996 roku auto przeszło delikatną modernizację. Zastosowano kilka nowych rozwiązań technicznych oraz silniki wysokoprężne TDI. Przy okazji wersje Caravelle i Multivan przeszły drobny lifting. Zastosowane zostały m.in. nowe przednie reflektory oraz atrapę chłodnicy, a także nowe koło kierownicy oraz kilka modyfikacji deski rozdzielczej.
Pojazd trafiał również na rynki Ameryki Północnej, gdzie sprzedawany był pod nazwą Eurovan, występował również na tamtych rynkach w wersji kempingowej pod nazwami Rialta, Vista oraz Sunstar. Najbardziej zauważalną różnicą pomiędzy egzemplarzami europejskimi a amerykańskimi było zastosowanie w tych drugich pomarańczowych kierunkowskazów przednich w wersji po face liftingu.

### Silniki
| Wersja                        | Oznaczenie         | Silnik             | Średnica × skok tłoka | Stopień sprężania     | Układ zasilania      | Moc                                | Moment obrotowy                 | Lata produkcji     | Przybliżona liczba egzemplarzy |                    |
| Silniki benzynowe:            | Silniki benzynowe: | Silniki benzynowe: | Silniki benzynowe:    | Silniki benzynowe:    | Silniki benzynowe:   | Silniki benzynowe:                 | Silniki benzynowe:              | Silniki benzynowe: | Silniki benzynowe:             | Silniki benzynowe: |
| ----------------------------- | ------------------ | ------------------ | --------------------- | --------------------- | -------------------- | ---------------------------------- | ------------------------------- | ------------------ | ------------------------------ | ------------------ |
| 1.8                           | PD                 | R4 (1781 cm³)      | 81 mm × 86,4 mm       | 9.0:1                 | gaźnik               | 67 KM (50 kW) przy 4000 obr./min   | 140 N•m przy 2200 obr./min      | 09.1990 - 07.1992  | 2.020 szt.                     |                    |
| 2.0                           | AAC                | R4 (1984 cm³)      | 81 mm × 95,5 mm       | 8.5:1                 | Digifant             | 84 KM (62 kW) przy 3400 obr./min   | 159 N•m przy 2200 obr./min      | 09.1990 - 03.2003  | 110.000 szt.                   |                    |
| 2.5                           | AAF, ACU           | R5 (2461 cm³)      | 81 mm × 95,5 mm       | 8.5:1, 10.0:1         | Digifant             | 110 KM (81 kW) przy 4500 obr./min  | 195 N•m przy 2200 obr./min      | 09.1990 - 10.1996  | 106.230 szt.                   |                    |
| 2.5                           | AET, AVT, APL      | R5 (2461 cm³)      | 81 mm × 95,5 mm       | 10.0:1                | SIMOS 5S, SIMOS 3.5. | 115 KM (85 kW) przy 4500 obr./min  | 200 N•m przy 2200 obr./min      | 08.1993 - 06.2003  | 66.520 szt.                    |                    |
| 2.8                           | AES                | VR6 (2792 cm³)     | 81 mm × 91.3 mm       | 10.0:1                | Bosch Motronic       | 140 KM (103 kW) przy 4750 obr./min | 240 N•m przy 3200 obr./min      | 01.1996 - 05.2000  | 23.440 szt.                    |                    |
| 2.8                           | AMV                | V6 (2792 cm³)      | 81 mm × 91.3 mm       | 10.7:1                | Bosch Motronic       | 205 KM (150 kW) przy 6200 obr./min | 245 N•m przy 2500-5500 obr./min | 05.2000 - 06.2003  | 4.060 szt.                     |                    |
| Silniki wysokoprężne:         |                    |                    |                       |                       |                      |                                    |                                 |                    |                                |                    |
| 1.9 D                         | 1X                 | R4 (1896 cm³)      | 79,5 mm × 95,5 mm     | 22.5:1                | VEP                  | 60 KM (44 kW) przy 3700 obr./min   | 127 N•m przy 1700-2500 obr./min | 09.1990 - 12.1995  | 144.780 szt.                   |                    |
| 1.9 TD                        | ABL                | R4 (1896 cm³)      | 79,5 mm × 95,5 mm     | 22.5:1                | VEP                  | 68 KM (50 kW) przy 3700 obr./min   | 140 N•m przy 2000-3000 obr./min | 08.1992 - 06.2003  | b/d                            |                    |
| 2.4 D                         | AAB                | R5 (2370 cm³)      | 79,5 mm × 95,5 mm     | 23.0:1                | VEP                  | 78 KM (57 kW) przy 3700 obr./min   | 164 N•m przy 1800-2200 obr./min | 09.1990 - 09.1998  | 432.060 szt.                   |                    |
| 2.4 D                         | AJA                | R5 (2370 cm³)      | 79,5 mm × 95,5 mm     | 22.5:1                | VEP                  | 75 KM (55 kW) przy 3700 obr./min   | 160 N•m przy 1900-2900 obr./min | 04.1997 - 06.2003  | 74.460 szt.                    |                    |
| 2.5 TDi (niebieska literka i) | AJT, AYY           | R5 (2461 cm³)      | 81 mm × 95,5 mm       | 19.5:1                | VEP                  | 88 KM (65 kW) przy 3600 obr./min   | 195 N•m przy 1900-2500 obr./min | 05.1998 - 06.2003  | b/d                            |                    |
| 2.5 TDi (srebrna literka i)   | ACV, AUF, AXL, AYC | R5 (2461 cm³)      | 81 mm × 95,5 mm       | 20.5:1/19.5:1, 19.0:1 | VEP                  | 102 KM (75 kW) przy 3500 obr./min  | 250 N•m przy 1900-2300 obr./min | 09.1995 - 06.2003  | ponad 418.710 szt.             |                    |
| 2.5 TDi (czerwona literka i)  | AHY, AXG           | R5 (2461 cm³)      | 81 mm × 95,5 mm       | 19.5:1, 19.0:1        | VEP                  | 151 KM (111 kW) przy 4000 obr./min | 295 N•m przy 1900-3000 obr./min | 05.1998 - 06.2003  | 47.940 szt.                    |                    |

## Piąta generacja

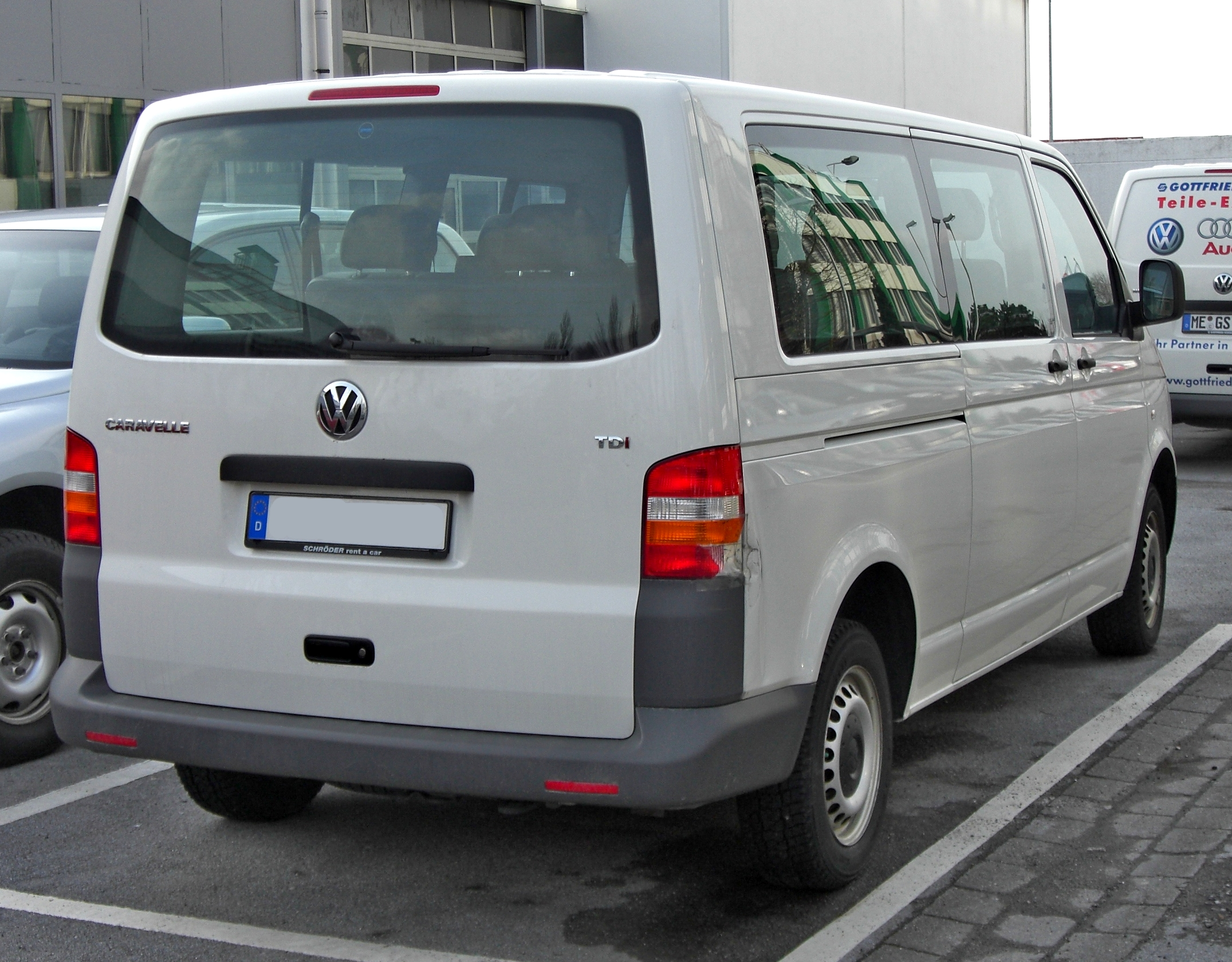
Volkswagen Transporter V (T5) - tył

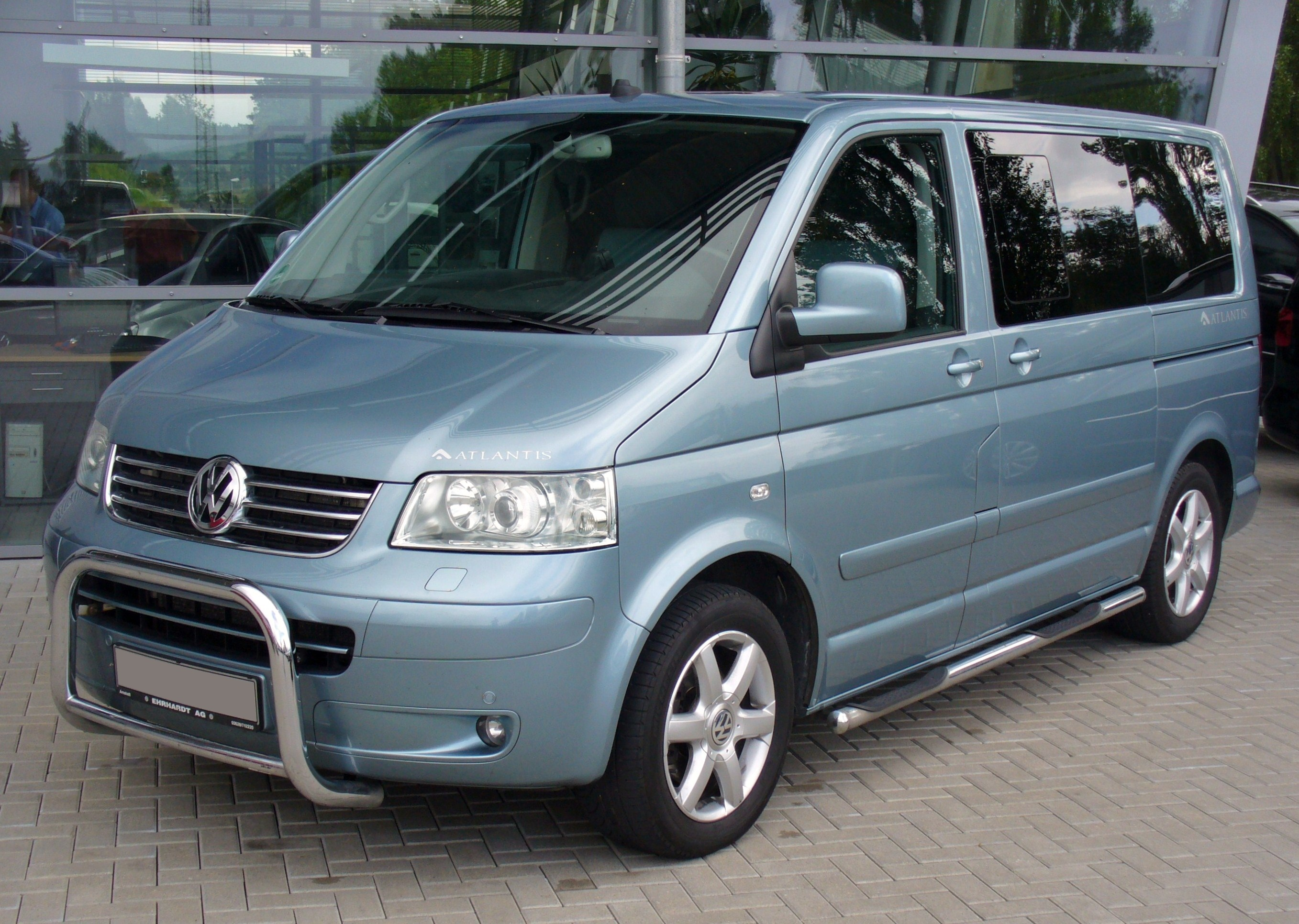
Volkswagen Multivan II (T5)

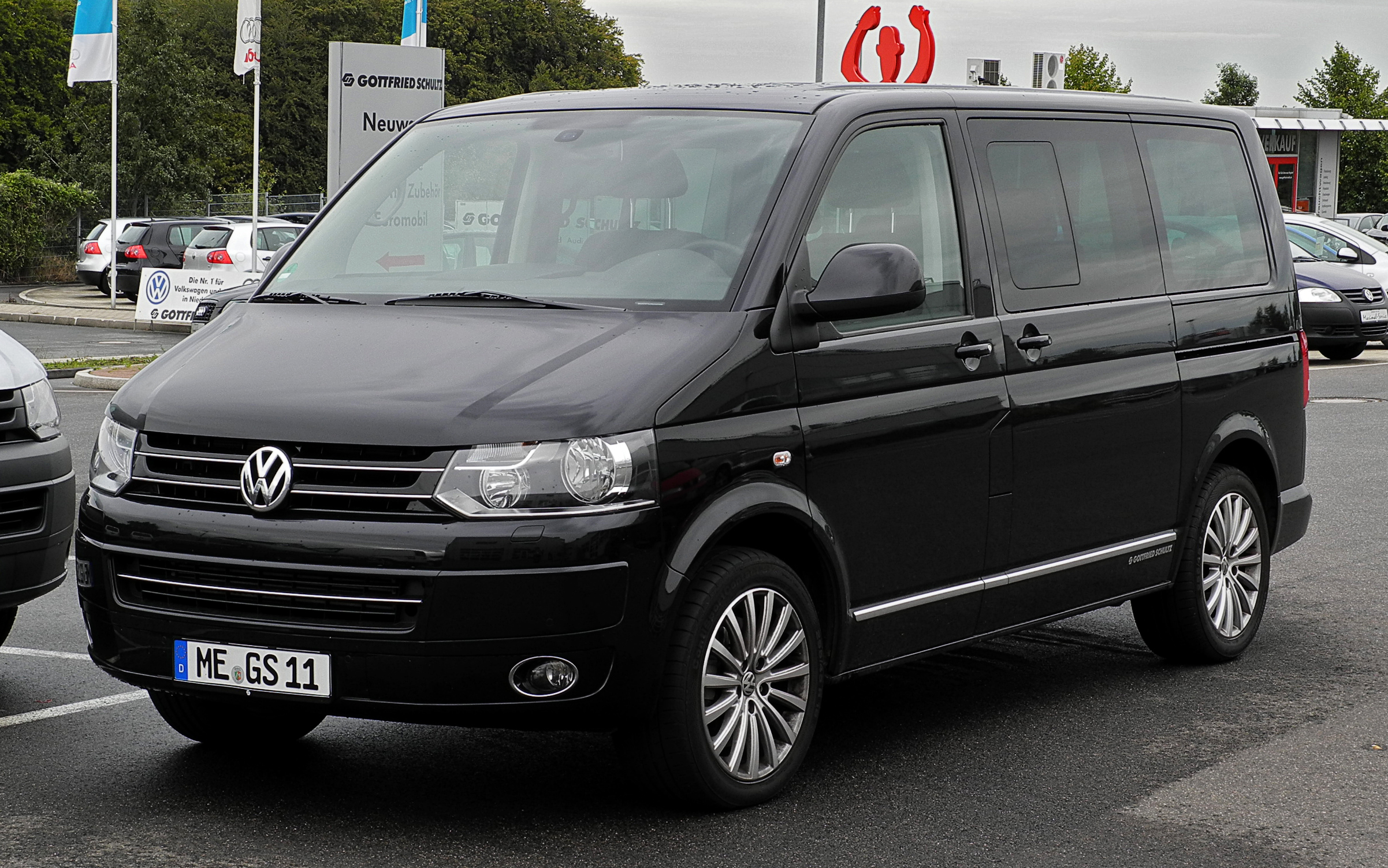
Volkswagen Multivan II (T5) po liftingu

Volkswagen Transporter V został zaprezentowany po raz pierwszy w 2003 roku. Osobowa wersja nosi nazwę Multivan.
Samochód otrzymał kod fabryczny T5. W 2005 roku do produkcji wprowadzono wersję z napędem na cztery koła opartym na sprzęgle Haldex.
W 2009 roku auto przeszło face lifting, który upodobnił model do produkowanych obecnie innych modeli marki. Zmienione zostały m.in. przednie reflektory, które otrzymały światła do jazdy dziennej oraz opcjonalną funkcję doświetlania zakrętów. Zmienione zostały także m.in. zderzaki oraz lusterka zewnętrzne. Przy okazji liftingu zastosowane zostało nowe wnętrze pojazdu. Wprowadzono także nową skrzynię biegów - 7-biegowy półautomat DSG, a do listy wyposażenia dodano m.in. system ruszania ze wzniesienia, asystenta zmiany pasa ruchu oraz czujniki cofania.
W 2004 roku auto zdobyło tytuł Van of the Year, a w 2010 roku w tym samym konkursie wersja po liftingu zajęła 3. pozycję.

### Silniki

#### Przed liftingiem

##### Benzynowe
- 2.0 115 KM (85 kW) przy 5200 obr./min oraz 170 Nm/2600 obr./min

- 3.2 235 KM (173 kW) przy 6200 obr./min oraz 315 Nm/2900 obr./min

##### Wysokoprężne
- - 1.9 TDI 84 KM (62 kW) przy 3500 obr./min oraz 200 Nm/1600 obr./min
  - 1.9 TDI 86 KM (63 kW)
  - 1.9 TDI 102 KM (75 kW)
  - 1.9 TDI 105 KM (77 kW) przy 3500 obr./min oraz 250 Nm/2000 obr./min
  - 2.5 TDI 131 KM (96 kW) przy 3500 obr./min oraz 340 Nm/2000 obr./min
  - 2.5 TDI 174 KM (128 kW) przy 3500 obr./min oraz 400 Nm/2000 obr./min

#### Po liftingu

##### Benzynowe
- 2.0 115 KM przy 5200 obr./min oraz 170 Nm/2700-4700 obr./min
- 2.0 TSI 204 KM przy 4200-6000 obr./min oraz 350 Nm/1500-4000 obr./min

##### Wysokoprężne
- 2.0 TDI 84 KM przy 3500 obr./min oraz 220 Nm/1250-2500 obr./min
- 2.0 TDI 102 KM przy 3500 obr./min oraz 250 Nm/1500-2500 obr./min
- 2.0 TDI 140 KM przy 3500 obr./min oraz 340 Nm/1750-2500 obr./min
- 2.0 BiTDI 180 KM przy 3500 obr./min oraz 400 Nm/1500-2000 obr./min

### Wersje
- Transporter Furgon

- - krótki rozstaw osi, niski dach
  - krótki rozstaw osi, średni dach
  - krótki rozstaw osi, BlueMotion
  - długi rozstaw osi, niski dach
  - długi rozstaw osi, średni dach
  - długi rozstaw osi, wysoki dach

- Transporter Kombi
  - krótki rozstaw osi, niski dach
  - krótki rozstaw osi, średni dach
  - krótki rozstaw osi, Rockton
  - krótki rozstaw osi, Rockton Expedition
  - krótki rozstaw osi, Sportline Edition X
  - długi rozstaw osi, niski dach
  - długi rozstaw osi, średni dach
  - długi rozstaw osi, wysoki dach

- Transporter Podwozie
  - krótki rozstaw osi, pojedyncza kabina
  - długi rozstaw osi, pojedyncza kabina
  - długi rozstaw osi, podwójna kabina

- Caravelle
  - krótki rozstaw osi, Trendline
  - krótki rozstaw osi, Comfortline
  - długi rozstaw osi, Trendline
  - długi rozstaw osi, Comfortline

- Caravelle Business
  - krótki rozstaw osi, Caravelle Business

- Multivan
  - krótki rozstaw osi, Startline
  - krótki rozstaw osi, Comfortline
  - krótki rozstaw osi, Highline
  - krótki rozstaw osi, BlueMotion
  - krótki rozstaw osi, PanAmericana
  - krótki rozstaw osi, Edition 25
  - krótki rozstaw osi, Sonora
  - krótki rozstaw osi, Atlantis
  - krótki rozstaw osi, Multivan Beach
  - krótki rozstaw osi, Cruise
  - długi rozstaw osi, Comfortline

- Multivan Business
  - krótki rozstaw osi, Multivan Business

- California
  - Beach
  - Comfortline

## Szósta generacja

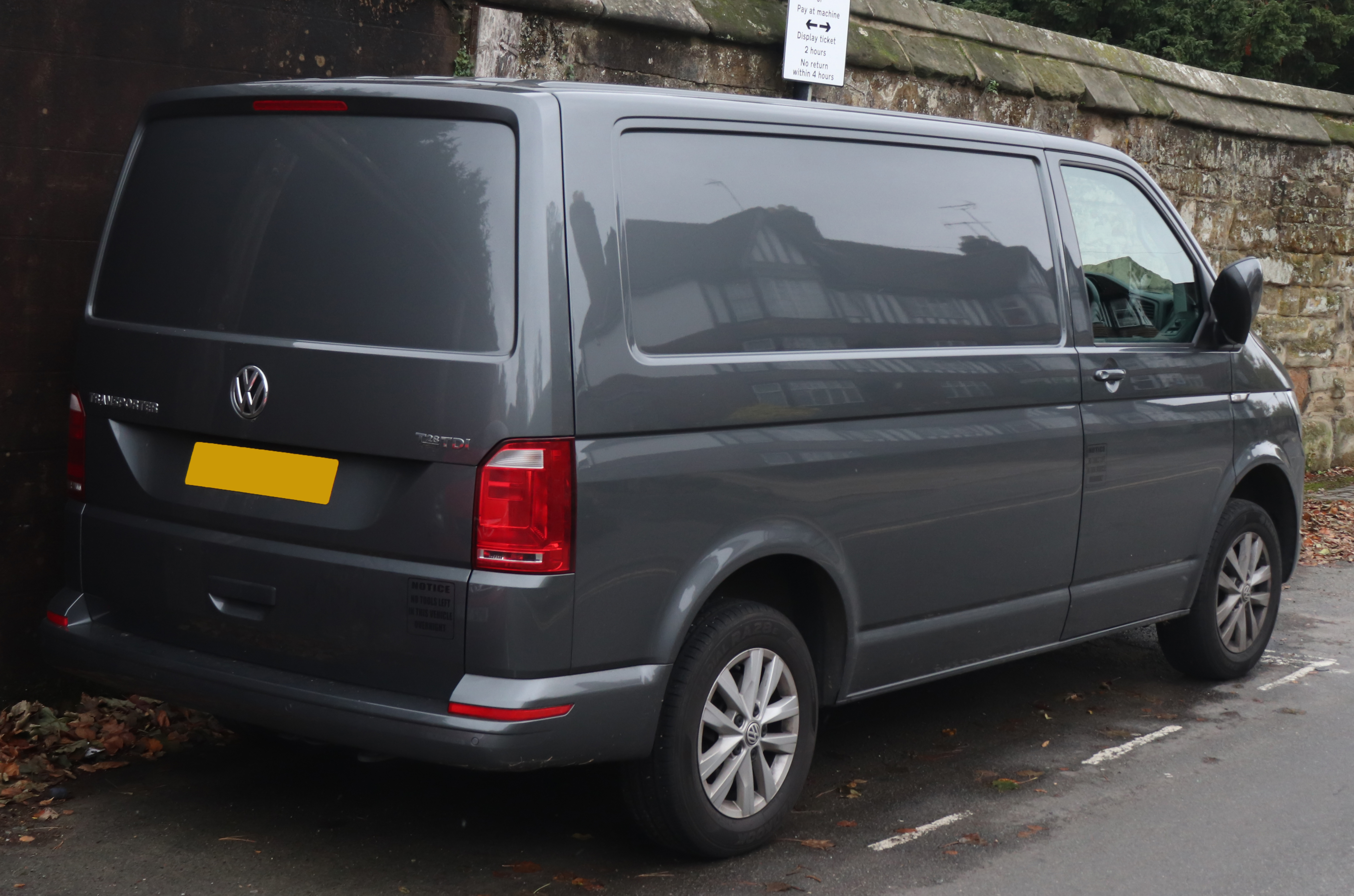
Volkswagen Transporter VI (T6) - tył

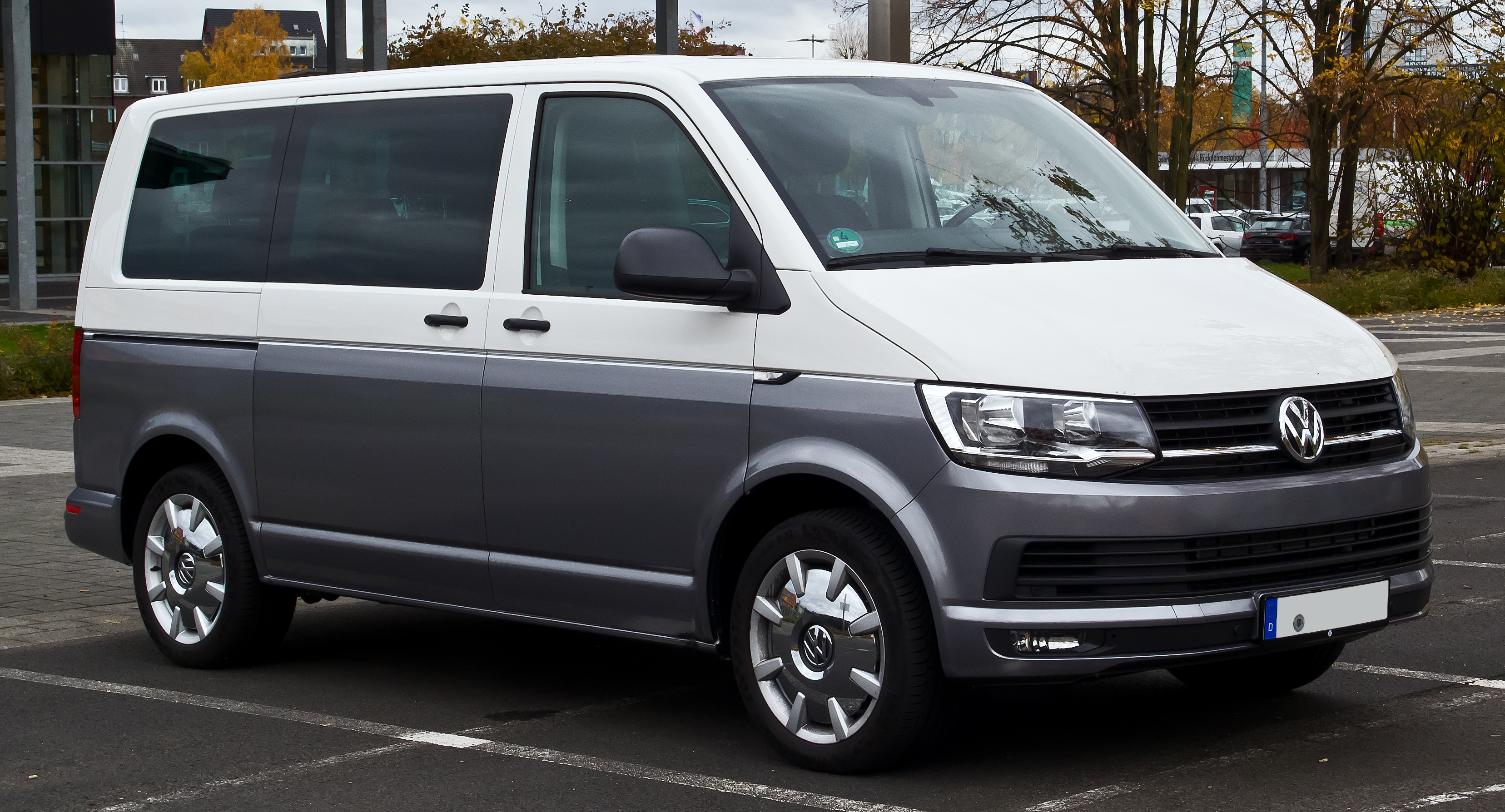
Volkswagen Multivan III (T6)

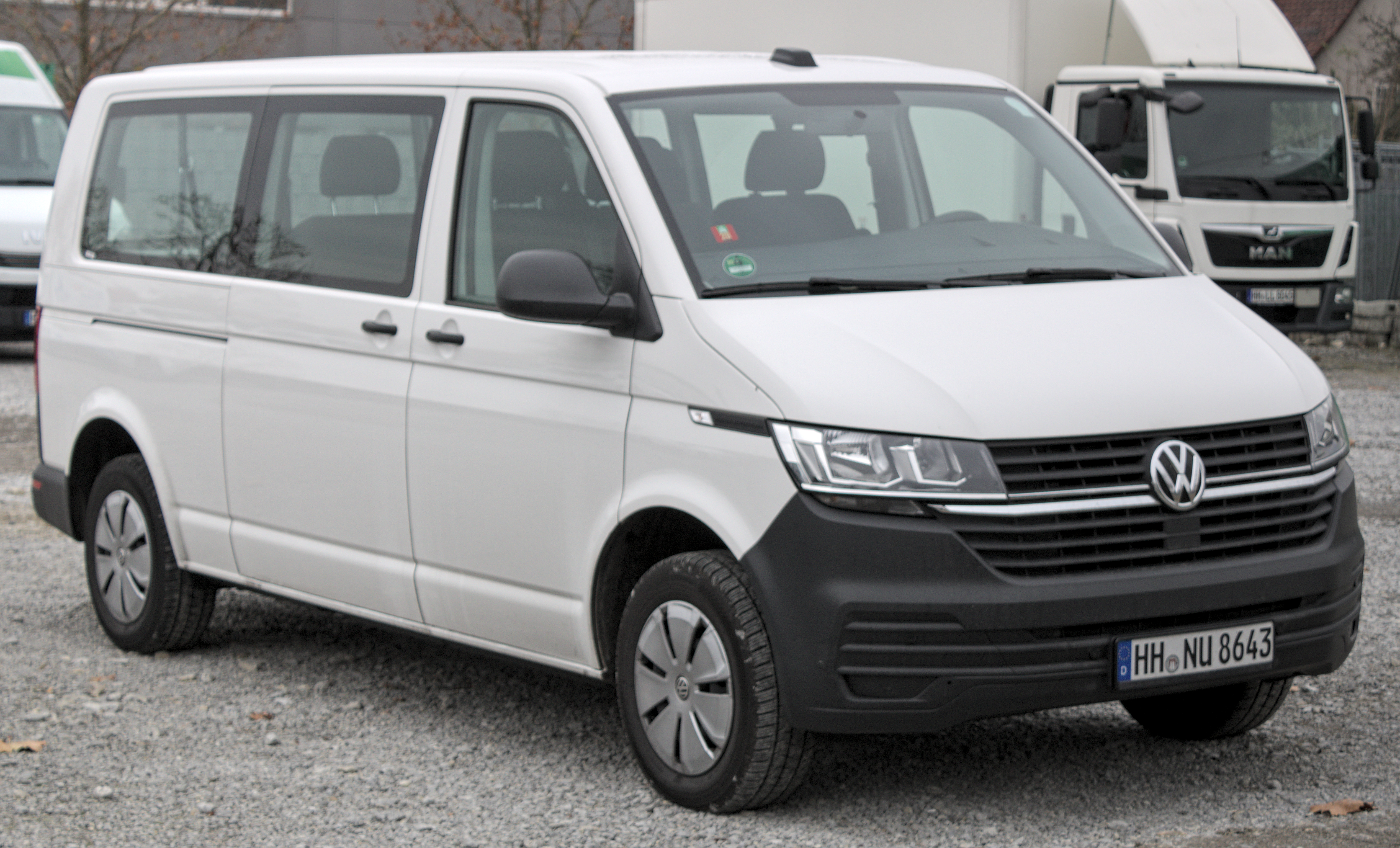
Volkswagen Transporter VI (T6.1) po liftingu

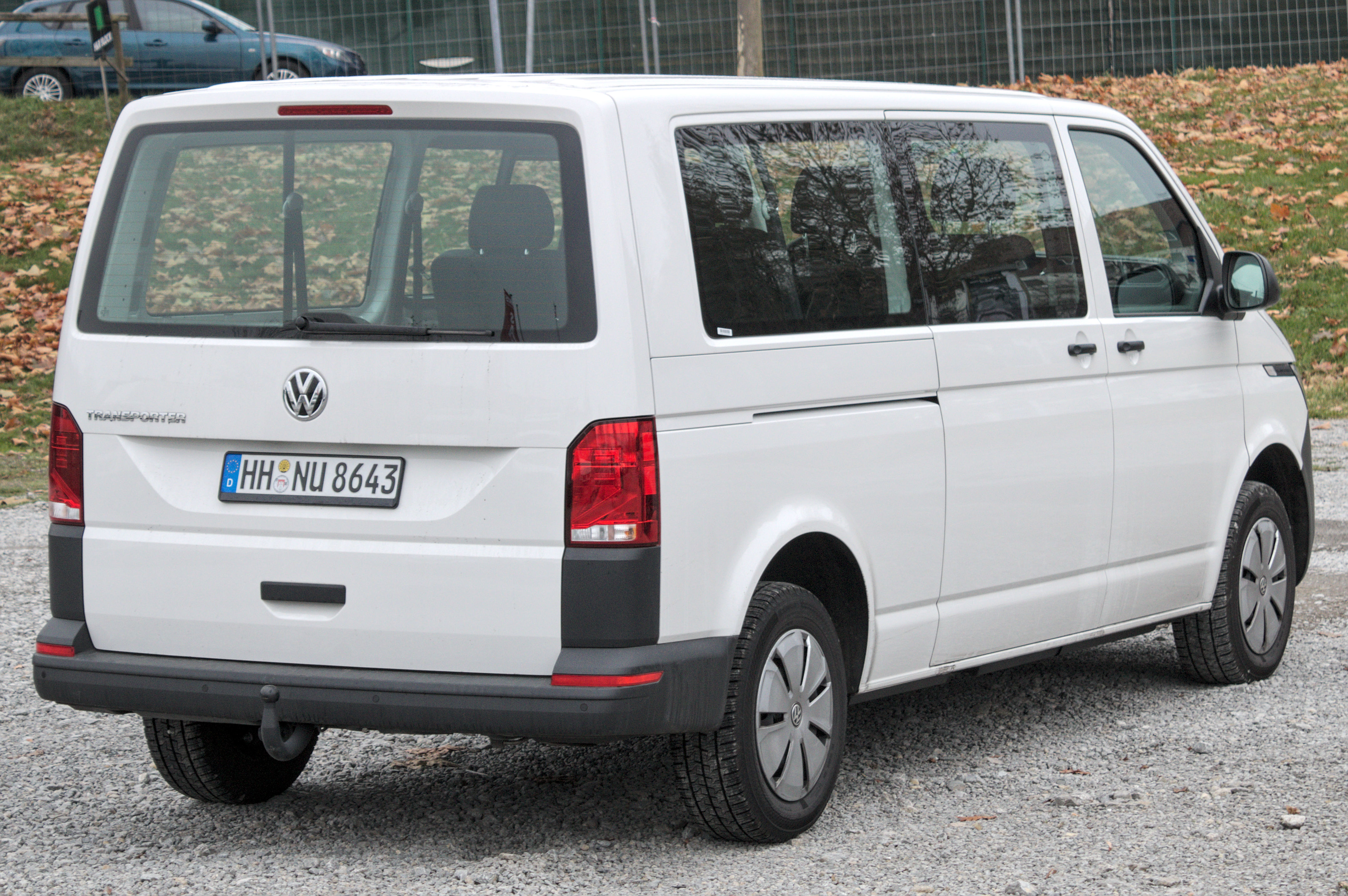
Volkswagen Transporter VI (T6.1) - tył po liftingu

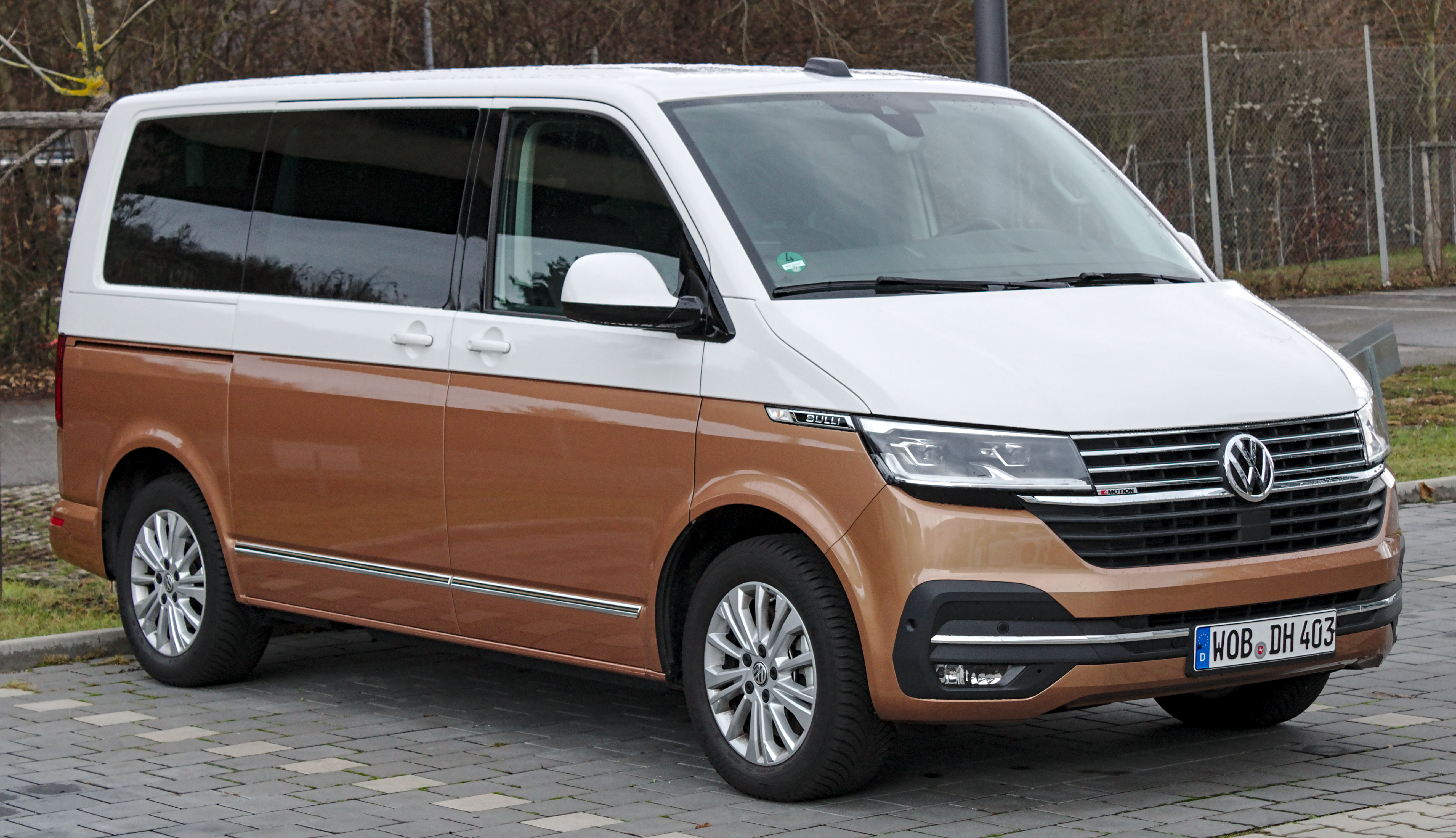
Volkswagen Multivan III (T6.1) po liftingu

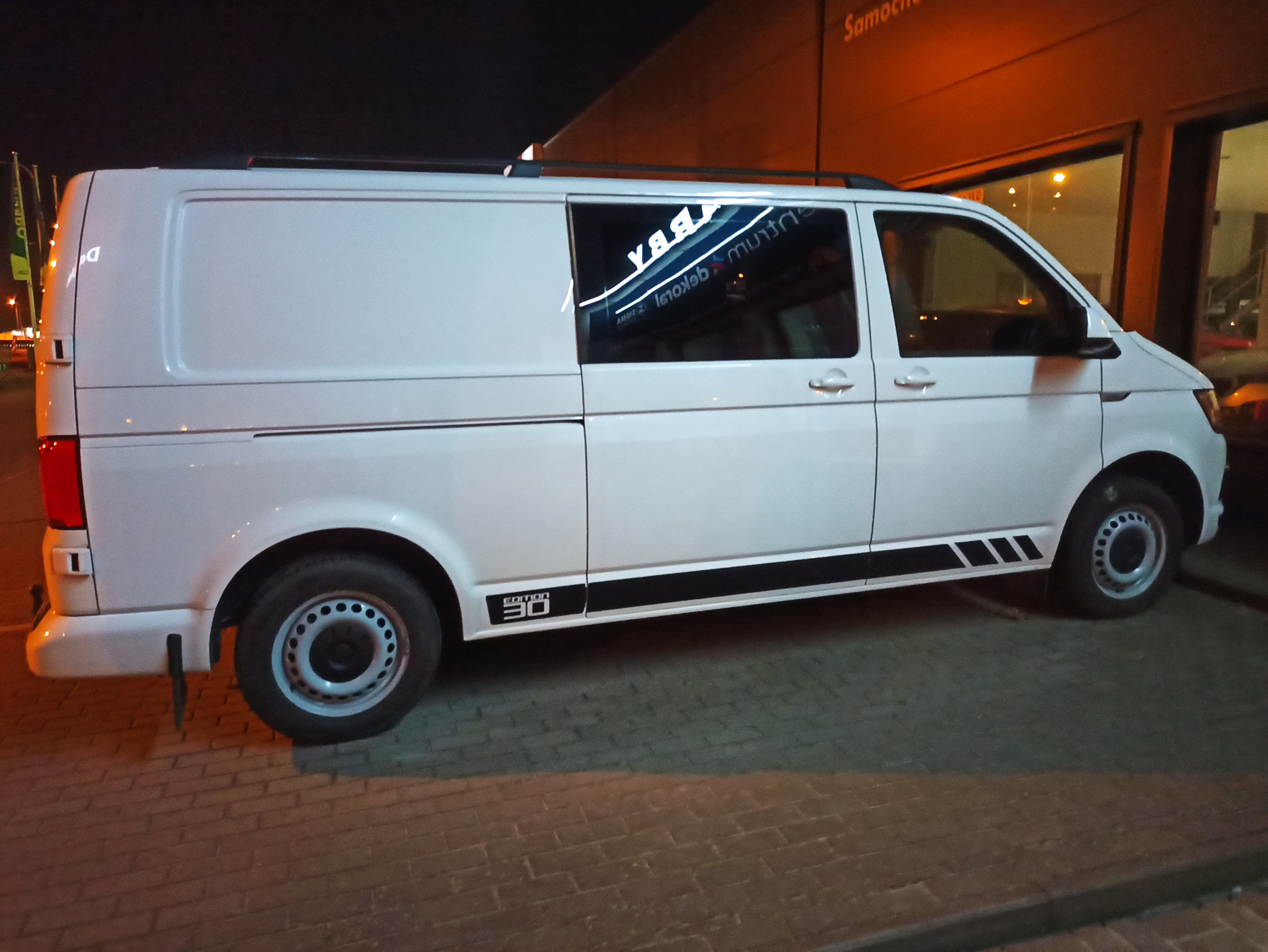
Volkswagen Transporter VI Edition 30

Volkswagen Transporter VI został zaprezentowany po raz pierwszy w 2015 roku. Osobowa wersja nosi nazwę Multivan.
Samochód otrzymał kod fabryczny T6 i nie jest de facto nowym modelem, a jedynie liftingiem modelu T5. W stosunku do poprzedniego modelu T5 wyróżnia się nowocześniejszą stylistyką oraz nowymi jednostkami napędowymi. Podstawowym silnikiem jest jednostka wysokoprężna 2.0 TDI w kilku wariantach mocy: 84, 102, 150 i 204 KM. Jednostki te spełniają normy emisji spalin Euro 6 dzięki zastosowaniu katalizatora SCR, który rozkłada tlenki azotu za pomocą roztworu mocznika (AdBlue). Auto wyposażone może być także w jedną z dwóch jednostek benzynowych 2.0 TSI o mocy 150 i 204 KM. Standardowo wszystkie jednostki wyposażone zostały w system start&stop. Pojazdy z zamkniętym nadwoziem wyposażone zostały w system DCC, czyli adaptacyjny system kontroli podwozia, który pozwala kierowcy wybrać jeden z trzech stylów jazdy (normalny, komfortowy, sportowy) regulując sztywność nadwozia oraz pracy układu kierowniczego.
W plebiscycie na Samochód Dostawczy Roku 2016 auto zajęło 1. pozycję (wyprzedzając m.in. Fiata Doblò Cargo II oraz Volkswagena Caddy).

### Lifting
W marcu 2019 roku samochód przeszedł gruntowną modernizację, w ramach której całkowicie odświeżono wygląd pasa przedniego i zmieniono kod fabryczny na T6.1. Pojawił się nowy grill, przemodelowane reflektory, a z tyłu - odświeżone wypełnienie tylnych lamp. Zmodernizowano także całkowicie projekt deski rozdzielczej, na której pojawił się większy ekran dotykowy, inny układ nawiewów, nowa kierownica i opcjonalne cyfrowe zegary w osobowej wersji Multivan. 

### Wersje
- Transporter
- Multivan
- California
- California Beach
- California Coast
- California Ocean
- Caravelle
- Edition 30

### Wersje wyposażeniowe
- Trendline
- Comfortline
- Highline
- Business
- Generation SIX

Pojazd wyposażony może być m.in. w system ABS i ESP, elektryczne sterowanie szyb, elektryczne sterowanie lusterek, światła do jazdy dziennej wykonane opcjonalnie w technologii LED, reflektory wykonane w technologii LED, kamerę cofania z czujnikami dookoła nadwozia, wielofunkcyjną kierownicę, skórzaną tapicerkę oraz system nawigacji satelitarnej, a także system Front Assist, adaptacyjny tempomat.

## Siódma generacja

### Multivan

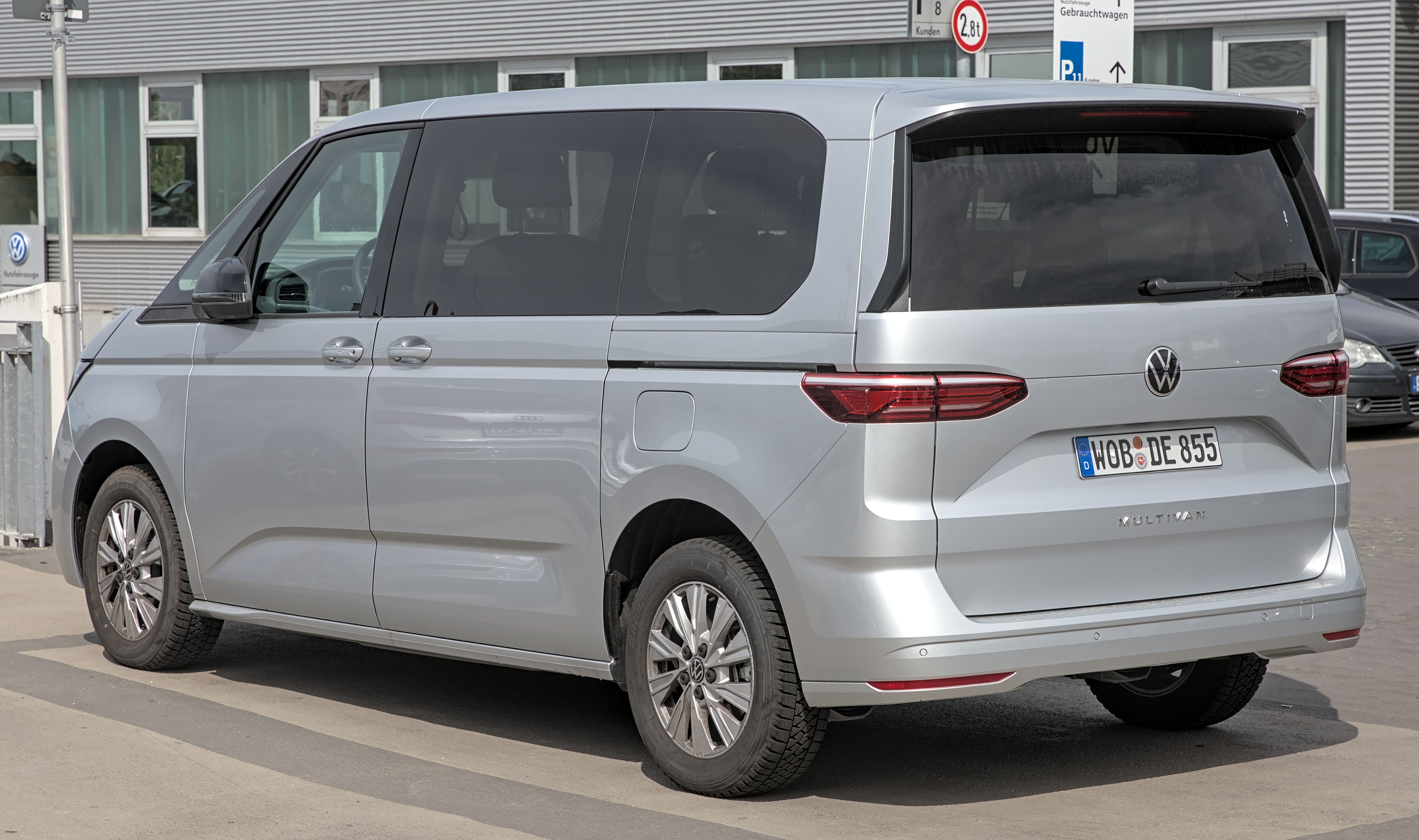
Volkswagen Multivan VII - tył

Volkswagen Multivan IV został zaprezentowany po raz pierwszy w czerwcu 2021 roku. Samochód opiera się na platformie MQB. Po raz pierwszy historii modelu jest dostępny w wersji plug-in hybrid. T6.1 nadal będzie produkowany pod nazwą Transporter do 2023 roku. Pojazd jest niższy od poprzednika. 